# Zacualpita
Zacualpita är en ort i Mexiko.   Den ligger i kommunen Acapetahua och delstaten Chiapas, i den sydöstra delen av landet, 800 km sydost om huvudstaden Mexico City. Zacualpita ligger 44 meter över havet och antalet invånare är 151.
Terrängen runt Zacualpita är platt åt sydväst, men åt nordost är den kuperad. Runt Zacualpita är det ganska tätbefolkat, med 60 invånare per kvadratkilometer. Närmaste större samhälle är Acapeteahua, 2,3 km väster om Zacualpita. Omgivningarna runt Zacualpita är en mosaik av jordbruksmark och naturlig växtlighet.